# 나레프강

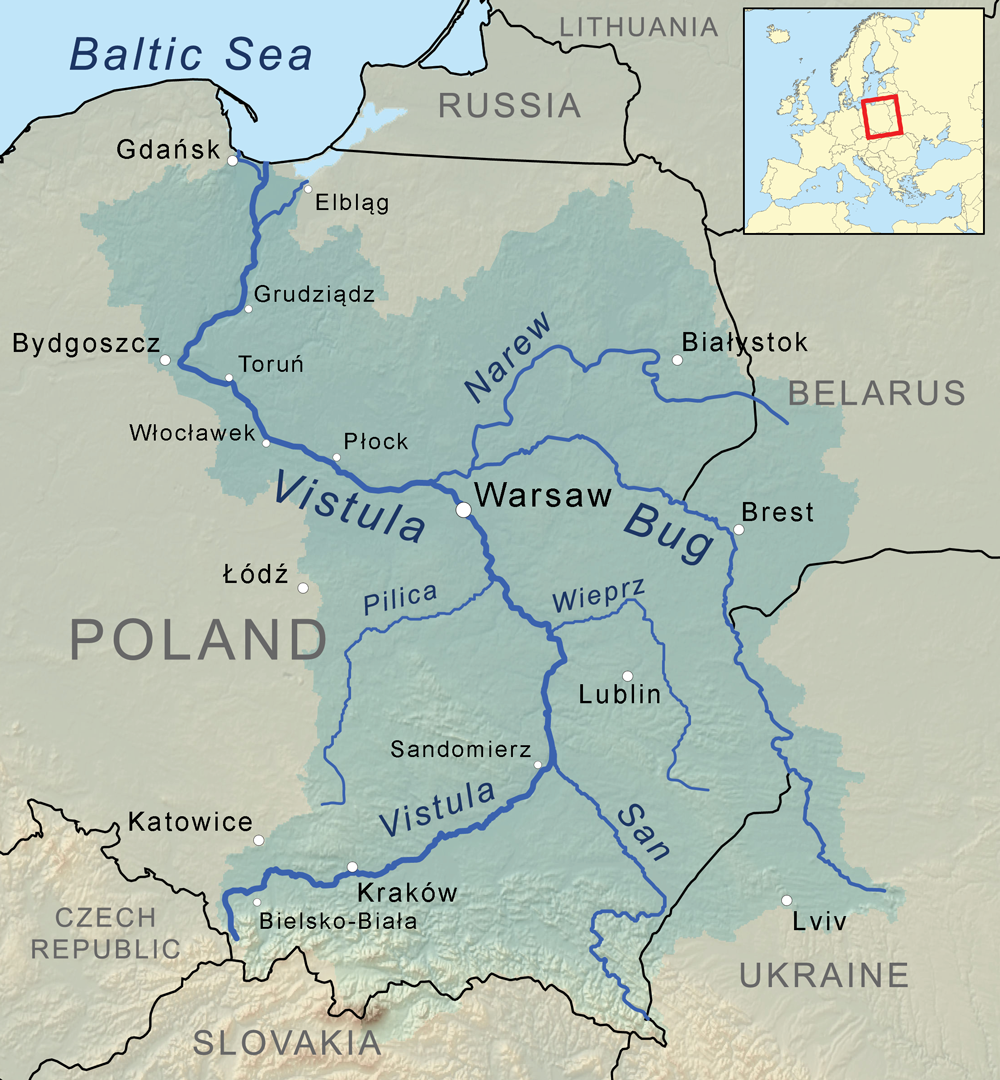
비스와강 수계의 나레프강

나레프강(폴란드어: Narew) 또는 나라우강(벨라루스어: Нараў)은 폴란드 북동부와 벨라루스 서부를 흐르는 비스와강 수계의 하천이다.
유럽의 망상하천 중 하나이다. 길이는 499 km로 이 중 443 km는 폴란드 북동부를, 57 km는 벨라루스 서부를 흐른다. 유역면적은 74,527 km2로, 이 중 53,846km2는 폴란드에 속한다.

## 같이 보기
- 부크강